# El Chaquiro (Santa Rosa de Osos)
El Chaquiro es una vereda, ubicado en el centro norte de Santa Rosa de Osos, Antioquia, Colombia, situado en la región geográfica de los Llanos de Cuivá, en la actualidad posee las mismas condiciones políticas de cualquier otro corregimiento del municipio, por lo cual se espera que en cualquier momento sea erigido como tal.
El Chaquiro, ubicado a 2757 mnsm, es una de las regiones más frías de Santa Rosa de Osos, y de Antioquia en general. Desde el año 2018, granizadas históricas han sucedido repetidamente en el poblado y las veredas aledañas, efectos probablemente asociados al Cambio climático.
Cómo todo el territorio santarrosano, El Chaquiro no es ajeno a las tradiciones religiosas del Municipio y entre sus atractivos turísticos se encuentra la Capilla San Romualdo. 
El pueblo está ubicado en plena Ruta Nacional 25.

## Historia

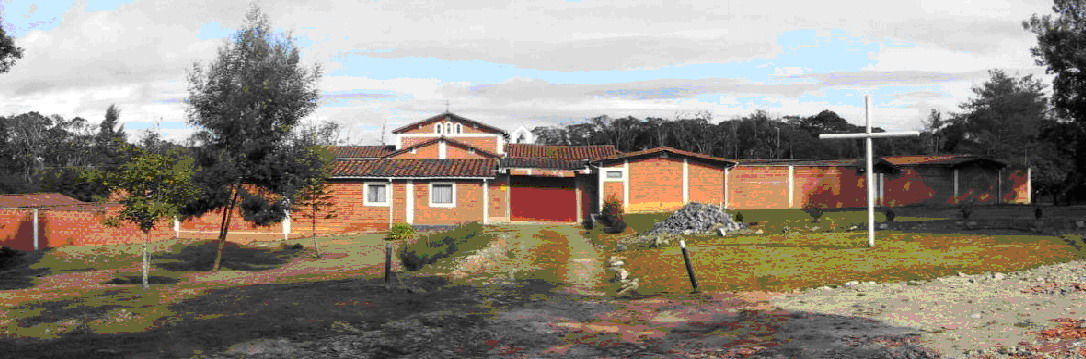
Yermo Camaldulense de la Santa Cruz

El Chaquiro es uno de los 3 centros poblados veredales, que junto con 5 corregimientos, 82 veredas, 8 caseríos rurales y 125 parajes, forman el municipio de Santa Rosa de Osos. Está ubicado en el centro-norte del municipio, en la región geográfica de Los Llanos de Cuivá. El territorio que el gobierno de Santa Rosa de Osos administra desde la centralidad de El Chaquiro, limita al norte con el corregimiento Llanos de Cuivá de municipio de Yarumal, por el occidente con las demás veredas administradas desde el corregimiento Aragón, al oriente y al sur con las veredas administradas directamente por la cabecera municipal de Santa Rosa.  En cuanto a territorio veredal es el segundo centro poblado más extenso — y con 673 hab, el más poblado.
El Chaquiro existe desde el siglo XX y se formó cuando algunas familias comenzaron a asentarse en la entrada hacia el corregimiento Aragón, a su vez el pueblo comenzó siendo un punto de paso obligatorio para quienes se dirigían en vehículo desde la ciudad de Santa Rosa hasta Aragón, por lo cual surgió una clara actividad económica importante ligada al comercio.
Sus tierras son aptas para cultivos del alta montaña como papa, además de lechería y porcicultura, por lo cual el poblado en la actualidad viene creciendo gracias a la industria cada vez más demandada de estos productos; cuenta con acueducto, alumbrado público, calles pavimentadas, colegio llamado I.E.R Eufemia Arango de Roldán, y una Iglesia dedicada a San Romualdo, padre fundador de los monjes Camaldulenses, con gran influencia en el poblado, ya que se encuentra a escasos kilómetros del caserío "La Piedra" donde se encuentra el monasterio.
El Chaquiro de constituirse como corregimiento, sería el más pequeño de todo el territorio municipal, sin embargo tiene una ubicación estratégica al situarse entre los corregimientos Llanos de Cuivá (Yarumal) y Aragón (Santa Rosa de Osos), y por tanto ser un eje de conexión social y económico importante.

## Demografía
- Población             = 673
- población al año         = 2015

Equivale al 1.82% de la población municipal

## División Política
La zona rural se divide en 3 veredas, las cuales son:
A su vez Los parajes constituyen la división política inferior de Santa Rosa de Osos, situándose al interior de las veredas, corregimientos o la propia cabecera urbana; contando algunos con un centro poblado definido, capilla, escuela y vías de acceso; otros en cambio carentes de población en la actualidad, que sin embargo mantienen su categoría y denominación por motivos tradicionales y geográficos. En El Caney encontramos los siguientes parajes:
| 'Parajes del Centro Poblado de El Chaquiro'                |
| La Cimitarra                                               |
| 'Parajes veredales de El Chaquiro'                         |
| Vereda La Piedra: San Justo, Zulaibar (lado de Santa Rosa) |